# Bole (Xinjiang)
Cette page contient des caractères spéciaux ou non latins. S’ils s’affichent mal (▯, ?, etc.), consultez la page d’aide Unicode.
Pour les articles homonymes, voir Bole.
Bole (ou Börtala) (chinois simplifié : 博乐市 ; chinois traditionnel : 博樂市 ; pinyin : bólè shì ; mongol : ᠪᠣᠷᠣᠲᠠᠯ᠎ᠠ
ᠬᠣᠲᠠ, VPMC : borotala qota ; todo (oïrate) : ᡋᡆᠷᡆᡐᠠᠯᠠ
ᡍᡆᡐᡆ (borotala qota) ; ouïghour : بۆرتال / Börtala), est une ville de la région autonome du Xinjiang en Chine. C'est une ville-district, chef-lieu de la préfecture autonome mongole de Börtala.

## Histoire
On trouve dans la vallée de Ganshigou (干尸沟 / 幹屍溝, gànshīgōu, « vallée de la momie »), également traduit par rigole de la momie, incluse dans le massif des Borohoro, est un site archéologique important est situé à 83,5 km à l'Ouest de la ville. On y trouve des kheregsüür (mongol : хэрэгсүүр), des constructions funéraires et culturelles datant de l'âge du bronze.
Guillaume de Rubrouck décrit cette région vers 1252 à 1254, lors de son périple vers Karakorum. Il y rencontre de nombreux allemands (Teutonici), esclaves de Büri, petit-fils de Tsagatai. On y extrait alors de l'or et y fabrique des armes.

## Démographie
La population du district était de 212 969 habitants en 1999.

### Liens externes

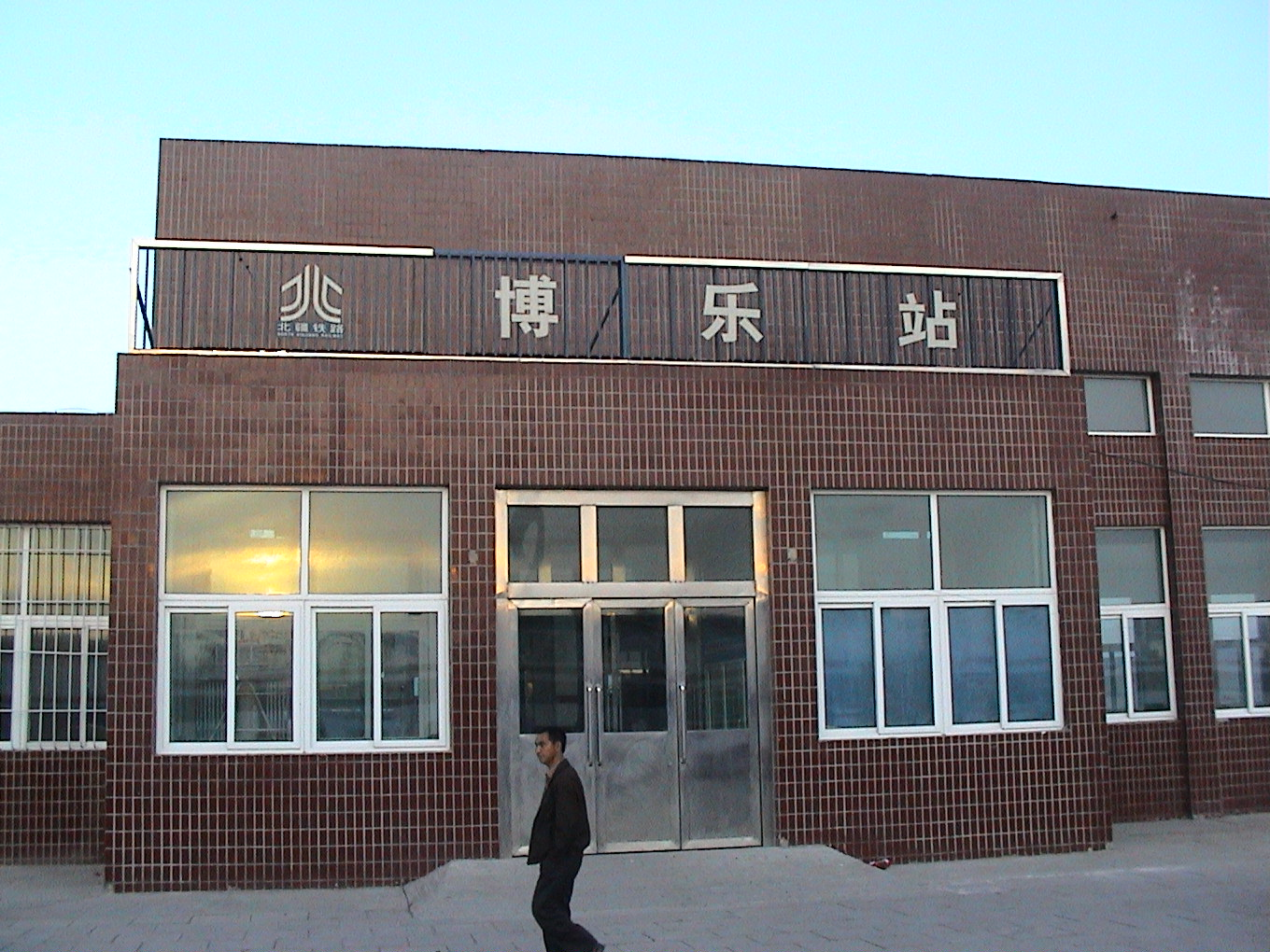
Gare ferroviaire de Bole.